# Grim & Evil
Grim & Evil (Malo y Siniestro o El show de Malo y Siniestro en Hispanoamérica y Demonio con carne y compañía en España) fue un show animado de Cartoon Network creado por Maxwell Atoms en el que se trasmitían dos series diferentes: The Grim Adventures of Billy & Mandy y Evil Con Carne.

## Antecedentes
La existencia del programa es el resultado de un evento de sondeo al espectador por teléfono e Internet llamado Cartoon Network's Big Pick (un programa cercano a The What a Cartoon! Show), que se celebró del 16 de junio al 25 de agosto de 2000. Las tres opciones finales fueron Grim & Evil, Whatever Happened to... Robot Jones? y Longhair & Doubledome. De los tres, Grim & Evil (que contaba con las series: Malo con Carne y Las Sombrías Aventuras de Billy y Mandy) alcanzó la mayoría de votos con el 57%, ganando su propia serie; Robot Jones entró segundo lugar en 23%, con ello logró también tener una serie propia, mientras que Longhair and Doubledome recibió el 20% de los votos, quedando simplemente como un corto.
En el 2003, las dos series del show se separaron y terminaron siendo series independientes. En el 2004, Evil Con Carne fue cancelado y tuvo solo dos temporadas, su último capítulo se llamó Ultimate Evil que fue empaquetado con un episodio de Billy y Mandy cuando se trasmitía en El Show de Cartoon Cartoon.

## Segmentos

### The Grim Adventures of Billy & Mandy
Las Sombrías Aventuras de Billy y Mandy es un segmento sobre dos niños que viven en Endsville. Billy, que es tonto pero entusiasta, y su mejor amiga Mandy, que es fría y sin sentimientos, presencian la llegada de la misma Muerte, quien anuncia que la mascota de Billy, el Señor Snuggles tiene que morir. Así que Mandy hace un trato con "Puro Hueso": si la muerte vence a los niños en cualquier desafío puede llevarse el alma del hámster, pero si pierde, perdonará la vida del hámster y se convertirá en su "mejor amigo para siempre". Sin embargo, Puro Hueso pierde en un concurso de limbo y se queda a vivir en la casa de Billy.

### Evil Con Carne
Malo Con Carne es un segmento sobre una organización malvada que residen en la Isla Conejo. Héctor Con Carne era un millonario terrorista dueño de un club, sin embargo, su archienemigo de las Naciones Unidas el Comando COD, se infiltró en su casino privado para destruirlo y lo único que sobrevivió de Héctor fue su cerebro y su estómago. Por lo que fueron trasplantados en un torpe oso de circo para que pudiera vivir. Ahora reformado, reconstruye una nueva organización al lado de sus aliados: la Dra. Ghastly y el General Skarr con un nuevo objetivo: Dominar el mundo.

## Cruces
El primer cruce que hicieron las series Billy y Mandy y Evil Con Carne fue en el capítulo Little Rock of Horrors, en una escena se ve a todos los habitantes que hipnotizó el Meteoro Comecerebros. Entre la multitud se puede ver al General Skarr.
El siguiente cruce fue en Chicken Ball Z, donde Mandy ganó un torneo de artes marciales y decidió comprar la Isla-Conejo de Héctor. 
Otro cruce fue en el episodio Duck!, cuando todos están encarcelados en una prisión, aparecen personajes de Malo Con Carne, y Hectorado aparece diciendo "yo ni siquiera salgo ya en esta serie tan tonta".
También en otro episódio, en lo cual un sapo carrega Billy, Mandy y Puro Hueso hasta su illa y, Malo Con Carne aparece junto con el lixo.
Después de que la serie Evil Con Carne fuera cancelada, el General Skarr se trasladó a Endsville (ciudad donde habitan Billy y Mandy) en el capítulo Skarred For Life, después de que la Isla-Conejo fuera comprada por una organización que no deseaba la competición en la dominación mundial.
También en el capítulo de la séptima temporada de Billy y Mandy llamado Company Halt, Héctor, Ghastly y una tropa del ejército aparecen en Endsville para convencer a Skarr de que vuelva con ellos para dominar el mundo otra vez, pero no resultó como Héctor esperaba. 
Al parecer, Skarr decide dejar su vida malvada al ser un miembro del equipo de héroes Underfist.

## Series del Show
- The Grim Adventures of Billy & Mandy: La serie trata de dos niños, Billy y Mandy, que se hicieron amigos de Grim, la mismísima muerte, por haberle ganado en una apuesta jugando al limbo, todo ello por Mr. Snuggles, el hámster enfermo de Billy.
- Evil Con Carne: La serie trata de un genio malvado, Héctor Con Carne, que quería dominar el mundo, pero sufrió una explosión dejándole solo con su cerebro y su estómago, gracias a la intervención de Major Dr. Ghastly, y el General Skarr, los dos órganos fueron implantados en Boskov, un oso estúpido. Aun así, sigue queriendo dominar el mundo.

## Episodios
| Temporada | Temporada | Episodios | Tiempo original      | Tiempo original       |
| Temporada | Temporada | Episodios | Primera emisión      | Última emisión        |
| --------- | --------- | --------- | -------------------- | --------------------- |
|           | 1         | 6         | 21 de agosto de 2001 | 19 de octubre de 2001 |
|           | 2         | 7         | 19 de julio de 2002  | 18 de octubre de 2002 |

## Curiosidades
- En el opening se ve una espiral que gira, muy parecida a los portales que crea Grim.

- En España el nombre del show es "Demonio Con Carne y Compañía", pero popularmente se le conoce por el nombre de "Severo y Malvado" debido a la traducción que aparece de las palabras "Grim & Evil" en el juego Grim Ball de la web española de Cartoon Network.